# Rutilus heckelii
Rutilus heckelii är en fiskart som först beskrevs av Nordmann, 1840.  Rutilus heckelii ingår i släktet Rutilus och familjen karpfiskar. IUCN kategoriserar arten globalt som livskraftig. Inga underarter finns listade i Catalogue of Life.